# Municipalité (États-Unis)
Pour les articles homonymes, voir Municipalité.
Aux États-Unis, une municipalité (ou une corporation municipale) est une subdivision administrative locale en principe inférieure au comté et administrée par un gouvernement propre (en anglais : municipal government). Les règles relatives aux corporations municipales étant une compétence dévolue aux États fédérés, il existe une grande diversité quant aux types de municipalité, à leurs modalités de création ou à leur mode de gouvernance.
En 2012, le Bureau du recensement des États-Unis compte environ 19 500 municipalités à travers les États-Unis.

## Création

Exemple de la carte du comté de Volusia, en Floride, indiquant en gris les municipalités, et en blanc les régions du comté non constituées en municipalités.

La notion de constitution en municipalité, c’est-à-dire en localité dotée de son propre gouvernement, diffère de la notion de fondation qui correspond à l'arrivée des premiers habitants. Les modalités de création d'une municipalité — on parle en anglais d'incorporation — diffèrent selon les États.
De manière générale, les États imposent quatre seuils minimaux pour la création d'une municipalité : la population, la densité de population, la distance avec une autre municipalité et le taux d'imposition. Ces seuils varient selon les États et ne sont pas utilisés dans tous.
Lorsque les conditions de création d'une municipalité sont réunies, la procédure peut être lancée. Elle inclut, selon les États, les étapes suivantes :
- pétition d'une partie de la population de la municipalité projetée auprès de l'État ;
- réalisation d'une étude de faisabilité (concernant notamment la viabilité financière de la municipalité) ;
- vote des électeurs concernés à la majorité des voix ;
- autorisation du comté ;
- approbation par la législature de l'État, un juge ou une commission dédiée.

Dans plusieurs États du Nord-Est (comme le Massachusetts ou le New Jersey), il n'existe aucune règle concernant la création de nouvelles municipalités, le territoire étant déjà entièrement divisé en municipalités.
Il arrive — rarement de nos jours, mais cela arrivait encore fréquemment au XIXe siècle et au début du XXe siècle — qu'une municipalité se dissolve (en général pour des raisons fiscales), pour se reconstituer des années plus tard.
Lorsqu'une localité n'est pas constituée en municipalité, elle est gérée directement par le comté (ou la paroisse en Louisiane, le borough en Alaska).

## Compétences
Les compétences des municipalités varient également selon les États. Cependant, deux systèmes prévalent aux États-Unis :
- la règle Dillon (en anglais : Dillon's Rule), dégagée par le président de la Cour suprême de l'Iowa John Forrest Dillon, selon laquelle les municipalités ne peuvent intervenir que dans les domaines qui lui sont expressément attribués par l'État fédéré (par sa charte municipale ou par la loi de l'État)[1] ;
- la règle d'autogouvernance (en anglais : Home Rule), selon laquelle une municipalité peut exercer toutes les compétences qui ne lui sont pas interdites par la loi de l'État[1].

En 2018, 39 États appliquent la règle Dillon pour toutes leurs municipalités et dix États appliquent le système Home Rule (dont huit appliquent la règle Dillon pour certaines municipalités). Seul l'État de Floride ne choisit pas entre ces deux modalités d'attribution des compétences.
La municipalité est le plus souvent compétente dans les domaines du développement économique, de la culture, de la sécurité publique, des travaux publics et de la santé publique. Elle peut également contrôler le système éducatif ou les services sociaux locaux.

## Gouvernement
Les modalités de gouvernance des municipalités américaines varient grandement. Au sein des États, les municipalités peuvent avoir un gouvernement qui fonctionne selon les dispositions législatives prévues par l'État ou un gouvernement dit Home Rule dont le fonctionnement est régi par la charte municipale.
Les principaux systèmes de gouvernement sont les suivants :
- la forme « maire-conseil municipal » (mayor-council), la plus ancienne forme de gouvernement. Le plus souvent, le maire (pouvoir exécutif) est élu à l'échelle de la municipalité (at-large) tandis que les conseillers municipaux (pouvoir législatif) sont élus dans des circonscriptions (wards ou districts) ;
- la forme « commission », où une commission municipale composée de trois à sept membres cumule les pouvoirs exécutif et législatif. Dans ce modèle dit Galveston Plan, chaque élu a un domaine de compétence propre ;
- la forme « conseil-gérant municipal » (council-manager), où le conseil municipal nomme un gérant municipal, non élu, qui administre la municipalité et exécute les décisions du conseil ;
- la forme « assemblée municipale » (town meeting), où l'ensemble des électeurs se réunissent au moins une fois par an pour régler les affaires de la municipalité et élire des conseillers pour exécuter les décisions prises en assemblée. Cette forme est plus courante dans les towns de Nouvelle-Angleterre.

## La variété des types de municipalités
Chaque État gère sa législation concernant l'incorporation en municipalité ; même si certains types de municipalité existent dans plusieurs États, ils sont loin de forcément s'équivaloir. En outre, certains types de municipalité (par exemple le township) ne sont pas à confondre avec les entités homonymes présentes dans les autres États, mais ne faisant pas partie des types de municipalité.
Si certains États ne proposent l'incorporation que dans un seul type de municipalité (souvent alors appelé « city », sans considération de taille ou de population), une grande partie distinguent différents types. Dans certains, comme en Californie, la distinction est seulement nominale (que la localité s'incorpore en tant que town ou city, il n'y aura pas de différence) ; dans d'autres, des spécificités de fonctionnement existent ; enfin, dans les États de l'Est, les plus anciennement constitués, peuvent coexister de nombreux types de municipalité (auxquels s'ajoutent, dans le New Jersey par exemple, la possibilité de choisir tel ou tel mode de gouvernement). En outre, l'administration des États établit parfois un classement interne à chacun de ces types, souvent déterminé par le nombre d'habitants de la municipalité, qui peut avoir une influence sur le mode de gouvernement ou sur certaines attributions spéciales.
Si ces types de municipalité reprennent des noms usuels en anglais, tels que « city », « town » et « village », leur sens administratif ne correspond pas au sens usuel. La town d'Hempstead, dans l'État de New York, compte 759 757 habitants (soit davantage que la plupart des cities de cet État ; la city de Maza, dans le Dakota du Nord, comptait seulement cinq habitants en 2000, avant sa dissolution). De même, des villages peuvent regrouper plus de 10 000 habitants (par exemple, Hempstead, situé dans la town citée plus haut).

### Types de municipalités par État
| État                 | City | Town | Village | Autre(s)            | Article détaillé                                |
| -------------------- | ---- | ---- | ------- | ------------------- | ----------------------------------------------- |
| Alabama              | Oui  | Oui  | Non     | Non                 | Liste des municipalités de l'Alabama            |
| Alaska               | Oui  | Non  | Non     | Non                 | Liste des municipalités de l'Alaska             |
| Arizona              | Oui  | Oui  | Non     | Non                 | Liste des municipalités de l'Arizona            |
| Arkansas             | Oui  | Oui  | Non     | Non                 | Liste des municipalités de l'Arkansas           |
| Californie           | Oui  | Oui  | Non     | Non                 | Liste des municipalités de Californie           |
| Caroline du Nord     | Oui  | Oui  | Oui     | Non                 | Liste des municipalités de Caroline du Nord     |
| Caroline du Sud      | Oui  | Oui  | Non     | Non                 | Liste des municipalités de Caroline du Sud      |
| Colorado             | Oui  | Oui  | Non     | Non                 | Liste des municipalités du Colorado             |
| Connecticut          | Oui  | Oui  | Non     | Borough             | Liste des municipalités du Connecticut          |
| Dakota du Nord       | Oui  | Non  | Non     | Non                 | Liste des villes du Dakota du Nord              |
| Dakota du Sud        | Oui  | Oui  | Non     | Non                 | Liste des municipalités du Dakota du Sud        |
| Delaware             | Oui  | Oui  | Oui     | Non                 | Liste des municipalités du Delaware             |
| Floride              | Oui  | Oui  | Oui     | Non                 | Liste des municipalités de Floride              |
| Géorgie              | Oui  | Oui  | Non     | Non                 | Liste des municipalités de Géorgie (États-Unis) |
| Hawaï                | Oui  | Non  | Non     | Non                 | —                                               |
| Idaho                | Oui  | Non  | Non     | Non                 | Liste des municipalités de l'Idaho              |
| Illinois             | Oui  | Oui  | Oui     | Non                 | Liste des municipalités de l'Illinois           |
| Indiana              | Oui  | Oui  | Non     | Non                 | Liste des municipalités de l'Indiana            |
| Iowa                 | Oui  | Non  | Non     | Non                 | Liste des villes de l'Iowa                      |
| Kansas               | Oui  | Non  | Non     | Non                 | Liste des municipalités du Kansas               |
| Kentucky             | Oui  | Non  | Non     | Non                 | Liste des villes du Kentucky                    |
| Louisiane            | Oui  | Oui  | Oui     | Non                 | Liste des municipalités de Louisiane            |
| Maine                | Oui  | Oui  | Non     | Plantation          | Liste des municipalités du Maine                |
| Maryland             | Oui  | Oui  | Oui     | Non                 | Liste des municipalités du Maryland             |
| Massachusetts        | Oui  | Oui  | Non     | Non                 | Liste des municipalités du Massachusetts        |
| Michigan             | Oui  | Non  | Oui     | Non                 | Liste des municipalités du Michigan             |
| Minnesota            | Oui  | Non  | Non     | Non                 | Liste des municipalités du Minnesota            |
| Mississippi          | Oui  | Oui  | Oui     | Non                 | Liste des municipalités du Mississippi          |
| Missouri             | Oui  | Oui  | Oui     | Non                 | Liste des municipalités du Missouri             |
| Montana              | Oui  | Oui  | Non     | Non                 | Liste des municipalités du Montana              |
| Nebraska             | Oui  | Non  | Oui     | Municipal county    | Liste des municipalités du Nebraska             |
| Nevada               | Oui  | Oui  | Non     | Non                 | Liste des municipalités du Nevada               |
| New Hampshire        | Oui  | Oui  | Non     | Non                 | Liste des municipalités du New Hampshire        |
| New Jersey           | Oui  | Oui  | Oui     | Borough et Township | Liste des municipalités du New Jersey           |
| New York             | Oui  | Oui  | Oui     | Non                 | Liste des municipalités de New York             |
| Nouveau-Mexique      | Oui  | Oui  | Oui     | Non                 | Liste des municipalités du Nouveau-Mexique      |
| Ohio                 | Oui  | Non  | Oui     | Non                 | Liste des municipalités de l'Ohio               |
| Oklahoma             | Oui  | Oui  | Non     | Non                 | Liste des municipalités de l'Oklahoma           |
| Oregon               | Oui  | Oui  | Non     | Non                 | Liste des municipalités de l'Oregon             |
| Pennsylvanie         | Oui  | Oui  | Non     | Borough et Township | Liste des municipalités de Pennsylvanie         |
| Rhode Island         | Oui  | Oui  | Non     | Non                 | Liste des municipalités de Rhode Island         |
| Tennessee            | Oui  | Oui  | Non     | Non                 | Liste des municipalités du Tennessee            |
| Texas                | Oui  | Oui  | Oui     | Non                 | Liste des municipalités du Texas                |
| Utah                 | Oui  | Oui  | Non     | Non                 | Liste des municipalités de l'Utah               |
| Vermont              | Oui  | Oui  | Oui     | Non                 | Liste des municipalités du Vermont              |
| Virginie             | Oui  | Oui  | Non     | Non                 | Liste des municipalités de Virginie             |
| Virginie-Occidentale | Oui  | Oui  | Oui     | Non                 | Liste des municipalités de Virginie-Occidentale |
| Washington           | Oui  | Oui  | Non     | Non                 | Liste des municipalités de l'État de Washington |
| Wisconsin            | Oui  | Non  | Oui     | Non                 | Liste des municipalités du Wisconsin            |
| Wyoming              | Oui  | Oui  | Non     | Non                 | Liste des municipalités du Wyoming              |